# Anixter
Anixter International Inc., (NYSE: AXE), är ett amerikanskt multinationellt företag som distribuerar produkter inom kommunikation, säkerhet, förbandsteknik, el– och elektroniska kablar samt mindre andra komponenter. De har fler än 100 000 kunder i fler än 50 länder världen över.